# Mont Fleuri
Mont Fleuri (Frans voor Bloemende Berg) is een van de 26 administratieve districten van de Seychellen. Het ligt in het noordoosten van het hoofdeiland Mahé van de Seychellen. Het district heeft een oppervlakte van ongeveer twee vierkante kilometer. Bij de census van 2002 telde Mont Fleuri 3611 inwoners.